# Marea Ducesă Elisabeta Mihailovna a Rusiei
Marea Ducesă Elisabeta Mihailovna a Rusiei (26 mai 1826 – 28 ianuarie 1845) a fost al doilea copil al Marelui Duce Mihail Pavlovici al Rusiei și a soției sale, Charlotte de Württemberg care și-a luat numele de  Elena Pavlovna după convertirea la ortodoxism. Prin tatăl ei a fost nepoata Țarului Pavel I al Rusiei și nepoata de frate a împăraților Alexandru I al Rusiei și Nicolae I al Rusiei.

## Arbore genealogic
1. ↑  The Peerage